# Kondó
Kondó es un pueblo húngaro perteneciente al distrito de Miskolc, condado de Borsod-Abaúj-Zemplén.

## Superficie
Cuenta con una superficie de 19,63 km².

## Demografía
Hasta 2024 la población era de 485 habitantes, con una densidad de población de 24,70 hab/km².
| Gráfica de evolución demográfica de Kondó entre 2020 y 2024 |
|                                                             |
| Datos según la Oficina Central de Estadística de Hungría.   |